# آلیه لیندبرگ
آلیه لیندبرگ (انگلیسی: Alie Lindberg; ۱۹ مهٔ ۱۸۴۹ – ۲۷ نوامبر ۱۹۳۳) نوازنده پیانو اهل فنلاند بود. او شاگرد فرانتس لیست، کارل تاوسیگ و آدولف هنسلت بود.